# Aeropolis 2001

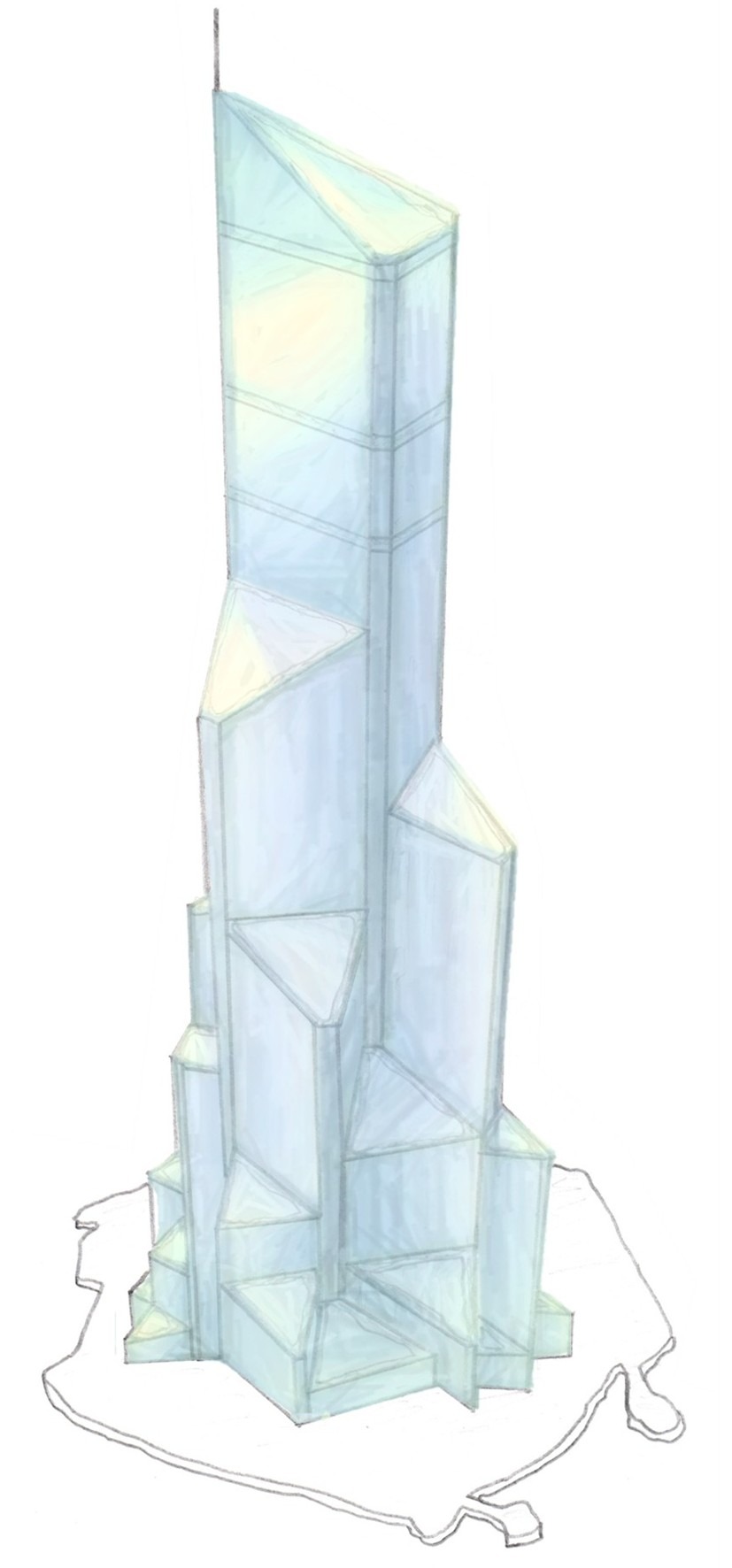
Aeropolis 2001

Aeropolis 2001 (エアロポリス2001; Earoporisu 2001) ist ein vorgeschlagenes Projekt für den Bau eines massiven Gebäudes mit über 500 Stockwerken in der Bucht von Tokio, Japan. 

## Planung
Das Konzept von Aeropolis 2001 wurde vom Unternehmen Obayashi mit Sitz in Minato (Tokio) entwickelt, das in Japan unter anderem das Koshien-Stadion in Nishinomiya, den Bahnhof Kyōto und Tokyo Broadcasting System Center entworfen und konstruiert hat.
In dem 2.001 Meter hohen Turm Areopolis sollen 300.000 Menschen wohnen und arbeiten, in ihm werden Gaststätten, Büros, Kinos, Schulen, Krankenhäuser, Postämter und viele weitere Einrichtungen untergebracht sein. Aufzüge könnten die unteren und die oberen Stockwerke in etwa fünf Minuten Fahrtzeit verbinden. 
Manche Architekten halten ein solches Bauwerk für notwendig, da die Insellage Japans immer weniger Baugrund zulässt und die Grundstückspreise, besonders in Wirtschaftszentren wie Tokio extrem hoch sind. 
Die gerade im Raum Japan bestehende hohe Gefährdung aller Bauten durch Erdbeben und Taifune macht eine hohe Stabilität des Wolkenkratzers notwendig. Dies soll durch eine Konstruktion aus mehreren Röhren mit dreieckigem Grundriss erreicht werden. Eine ähnliche Konstruktion wurde bei dem 367 Meter hohen Bank of China Tower verwendet. Außerdem sollen mehrere Winddurchlässe bei starken Winden für die Standfestigkeit sorgen.
Ob das Konzept von Aeropolis 2001 realisiert und der Traum des japanischen Architektenteams, das zwei Kilometer hohe Hochhaus, gebaut wird, ist jedoch mehr als fraglich, da der Bau Unsummen verschlingen würde – etwa 350 Milliarden Euro. Auch die Bauzeit wäre mit geschätzten 25 Jahren sehr lang. Wenn überhaupt, ist mit dem Baubeginn wahrscheinlich erst in einigen Jahrzehnten zu rechnen.